# Whitchurch (Shropshire)
Whitchurch ist eine Stadt im District Shropshire in der Grafschaft Shropshire, England, an der Grenze zu Wales. Whitchurch ist 29,6 km von Shrewsbury entfernt, mit dem sie die A49 road verbindet, die hier von der A41 road und der A525 road gekreuzt wird. Im Jahr 2001 hatte sie 8673 Einwohner.

## Geschichte
In römischer Zeit bestand an der Stelle der heutigen Stadt Whitchurch die römische Stadt Mediolanum.
Whitchurch wurde 1086 im Domesday Book als Westune/Westone erwähnt.

## Persönlichkeiten
- Edward German (1862–1936), Komponist und Dirigent
- Owen Paterson (* 1956), Politiker (Conservative Party)